# Elementales (banda)
Elementales fue un grupo de música folk español formado por Enrique Valiño (violín y viola eléctrica), Josete Ordóñez (guitarra acústica), "Brujas" Perdomo (percusión) y Marcos Herreros.
La banda se formó como cuarteto instrumental, y su primer tema fue Camino de Pan Bendito. Publicaron tres álbumes: Elementales, Al baño María y Elementa latina. Varios de sus temas tienen resonancias claras de espacios madrileños: Mairit, Carpetana diem, La ciudad de las doce de la noche o el citado Pan Bendito.

## Componentes
- Enrique Valiño Aguilar, violinista y compositor nacido en 1958. Fue miembro fundador de La Romántica Banda Local y de una de las bandas de José Carlos Molina (1987-88).[4][5] También ha colaborado con el cantautor Manuel Luna.[6][7]

- José Luis (Josete) Ordóñez, guitarras;
- "Brujas" Perdomo;[8] percusionista;
- Marco Herreros.[9]

## Discografía
Álbumes de estudio
- Elementa latina (1997)

- Al baño María (1994)
- Elementales (1992)